# Ibirania
Ibirania („tulák z oblasti Ibirá“) byl rod sauropodního dinosaura, žijícího v období pozdní křídy na území dnešní Jižní Ameriky (Brazílie). Fosilie tohoto dinosaura byly objeveny v sedimentech geologického souvrství São José do Rio Preto, pocházejících z období geologického věku santon (stáří kolem 85 milionů let).

## Popis a zařazení
Tento saltasauridní sauropod patří k nejmenším známým sauropodům vůbec - jeho délka je odhadována na pouhých 5,7 metru. Nejbližšími příbuznými rodu Ibirania byly rody Bonatitan a Rocasaurus, vzdáleněji příbuzné pak byly rody Neuquensaurus a Saltasaurus.

## Paleoekologie
Ibirania sdílela ekosystémy s dalšími dinosaury, například s abelisauridním teropodem druhu Thanos simonattoi a s velkým, dosud formálně nepopsaným megaraptorem.